# Das Beste, was wir hatten
Das Beste, was wir hatten ist ein Roman von Jochen Schimmang, der 2009 in der Edition Nautilus erschien. Im Mittelpunkt steht die deutsche Wiedervereinigung, mit der nicht nur die DDR verschwand, sondern auch die alte (rheinische) Bundesrepublik, was die Protagonisten des Romans bedauern und betrauern.

## Inhalt

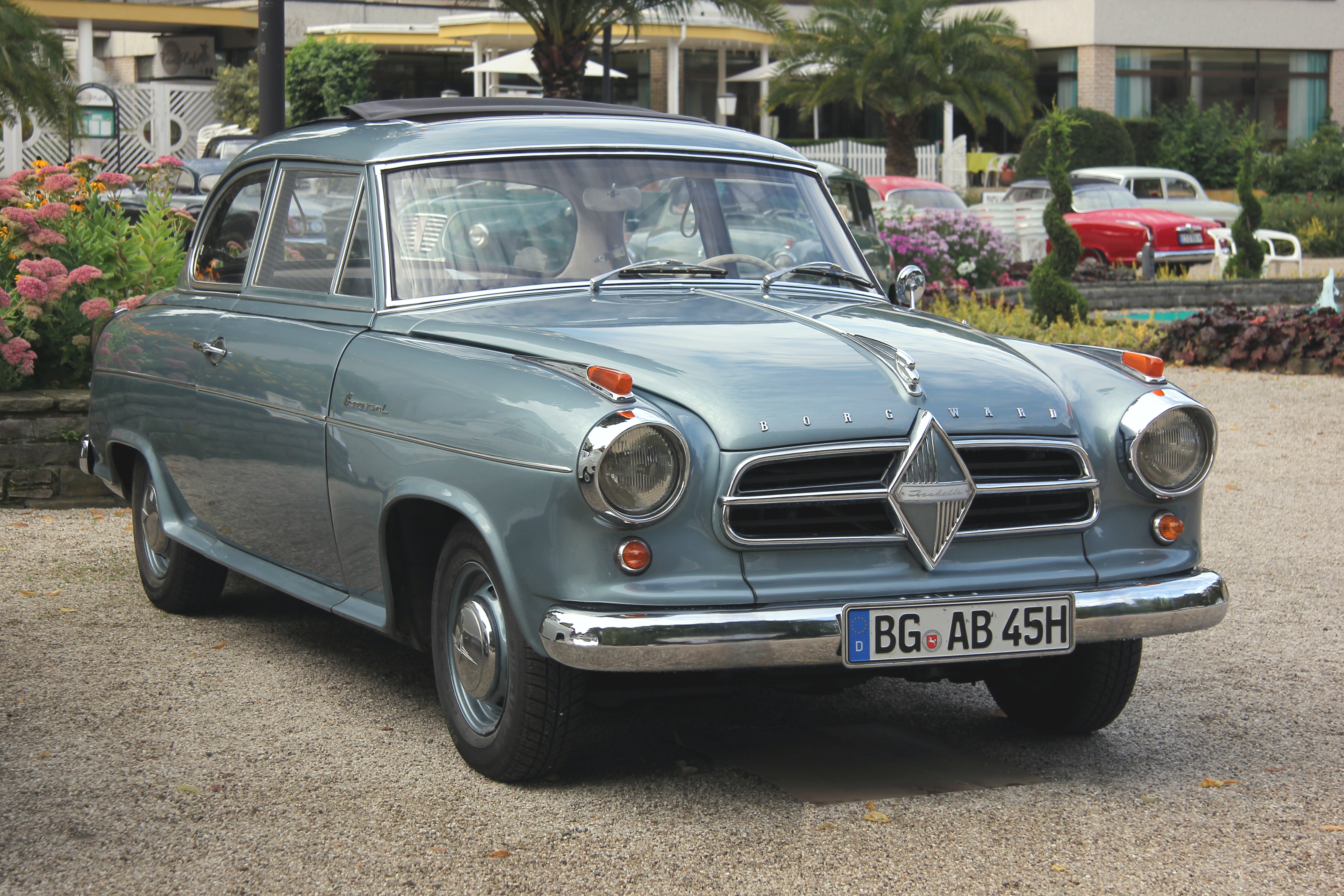
Borgward Isabella, Stolz des „Dezisionismus-Korff“

Die Haupthandlung spielt Ende der 1980er Jahre/Anfang der 1990er Jahre, historischer Hintergrund ist die deutsche Wiedervereinigung. Im ersten und mit Abstand ausführlichsten Teil des Romans, der mit „Akteure Agenten“ betitelt ist, werden die bürgerlichen Lebenswege der drei Freunde Gregor Korff, Leo Münks und Carl Schelling geschildert, die sich aus Berliner Studien- und Freizeitkickertagen kennen und nach Abschluss der akademischen Ausbildung alle im Rheinland tätig werden.
Gregor Korff, Politikwissenschaftler und Carl-Schmitt-Experte, der deshalb den Spitznamen „Dezisionismus-Korff“ trägt, wird von Leo Münks (der bereits in Berlin Spitzel des Verfassungsschutzes ist) beim Ausstieg aus einer K-Gruppe unterstützt. Danach macht er im Westen der Bundesrepublik Karriere, erst als Dozent an der Verwaltungshochschule Speyer, dann für acht Jahre als Berater eines einflussreichen Bonner Politikers, der leicht als der CDU-Politiker, Kanzleramtsminister und späterer Bundesinnenminister Rudolf Seiters erkennbar ist. Als nach der Wende bekannt wird, dass seine Geliebte Sonja eine Stasi-Agentin war, wird er aus der Beratertätigkeit entlassen und nimmt einen Lehr- und Forschungsauftrag zum Werk Carl Schmitts an der Universität Frankfurt an, wohin er einmal die Woche von Bonn mit der Bahn pendelt, weil es keine Ersatzteile für seinen geliebten Oldtimer, Borgward Isabella, mehr gibt. An die Frankfurter Uni hat ihn ein weiterer Bekannter aus dem Kreis der früheren Berliner Freizeitkicker vermittelt, der inzwischen dort Philosophieprofessor ist. Kontakt zur Bonner Politik hat Korff nur noch bei gelegentlichen Privatverabredungen mit Peter Glotz, der als einziger Bonner Prominenter im Roman mit Echtnamen genannt wird.
Leo Münks, studierter Literaturwissenschaftler, lebt mit seiner Ehefrau Anita in Köln und arbeitet beim Verfassungsschutz, im Roman „Amt“ genannt. Anita macht eine späte Karriere in der Werbebranche. Auch als Anita mit Korff fremdgeht (wovon Leo von Beginn der Affäre an weiß), haben die Freunde wöchentlichen Kontakt und tauschen sich über berufliche und private Entwicklungen aus.
Zu ihnen stößt schließlich der Historiker Carl Schelling (einst auf dem Berliner Fußballplatz ein bissiger „Terrier“), der in Köln Nachbar des Ehepaars Münks wird und als Archivar im Stadtarchiv arbeitet; außerdem ist der stille und zurückhaltende Schelling ein begnadeter Koch. Daheim schreibt er an einer „Geschichte des rheinischen Separatismus“.
Allen gemeinsam ist ein Unbehagen an der Wiedervereinigung und dem neuen Patriotismus, alle trauern sie der untergehenden rheinischen Bundesrepublik nach.

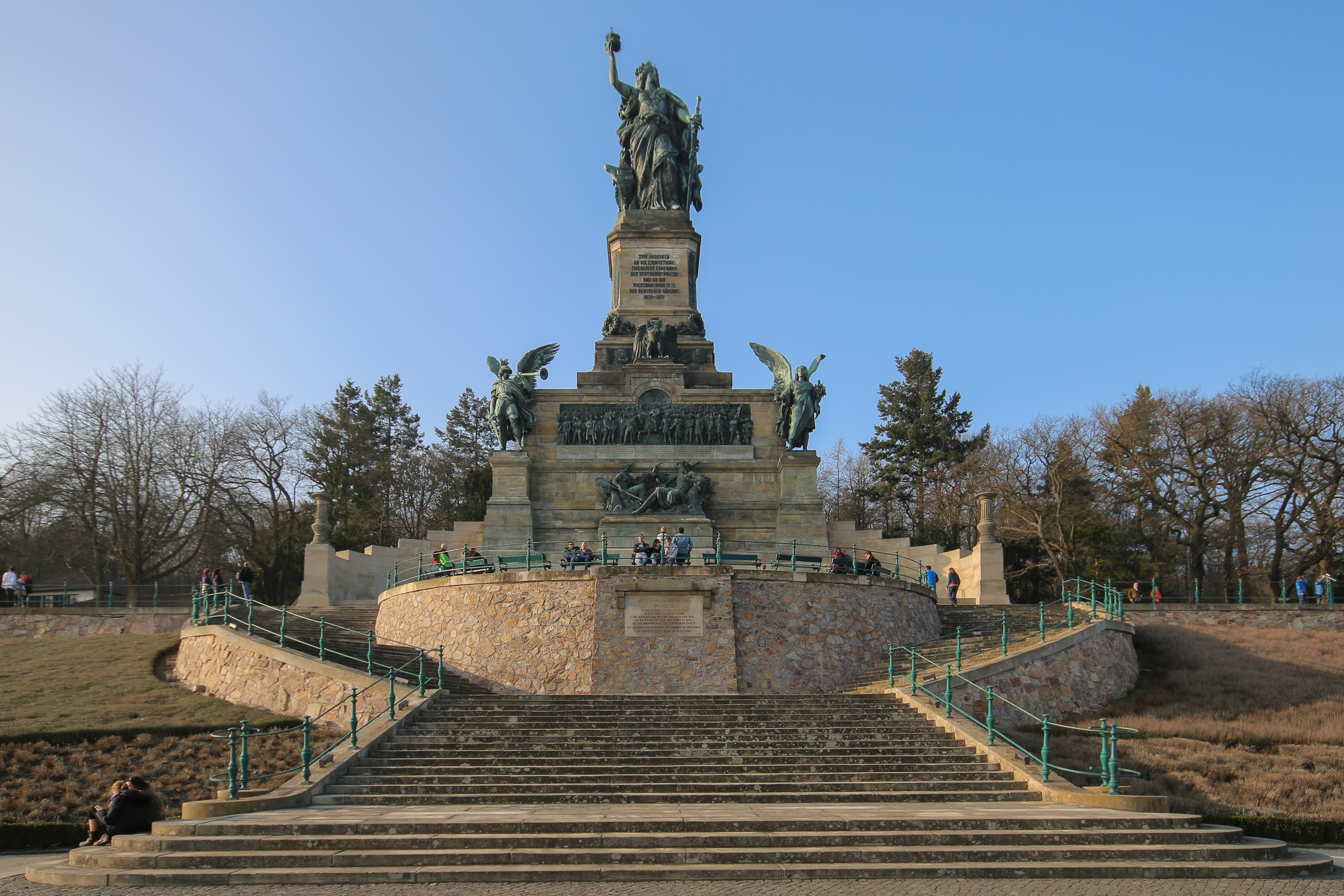
Das Niederwalddenkmal, Ziel des von Archivar Schelling geplanten Sprengstoffanschlages

Im zweiten Teil („Saboteute Delinquenten“) radikalisiert sich der stille Archivar, gibt eine anarchistische Zeitung („res publica“) heraus und plant einen Sprengstoffanschlag auf das Niederwalddenkmal, das an die Einigung Deutschlands 1871 erinnert. Dabei sollen weder Menschen noch Tiere Schaden nehmen. Der Plan fliegt auf (obwohl Freund Münks Erkenntnisse zurückgehalten hat); Schelling wird bei der Übergabe von Sprengstoffmaterial verhaftet und zu einer langen Gefängnisstrafe verurteilt. Korff, Münks und dessen Frau finanzieren und organisieren eine spektakuläre Befreiungsaktion; Schelling lebt danach unter anderem Namen als Koch in Amsterdam, wo er zudem eine holländische Partnerin findet.
Im dritten und letzten Teil („Partisanen Vaganten“) kündigt Verfassungsschützer Leo Münks ausgebrannt den Staatsdienst. Gregor Korff unternimmt bei einer Podiumsdiskussion einen Farbei-Anschlag auf Professor Jerschel, seinen Nachfolger im Kanzleramt, den er selbst als Redenschreiber angeworben hatte, und auf einen weiteren Kanzlerberater, Peter Schuster. Laut Rezensent Martin Halter ist Jerschel ein „wenig schmeichelhaftes Porträt von Michael Stürmer“ und Schuster ein Alias Peter Schneiders. Der erhoffte Skandal bleibt aus, Korff verliert aber seine Anstellung an der Frankfurter Uni und auch seine Bonner Wohnung wird ihm gekündigt. Wohin es ihn dann treibt, bleibt offen.

## Rezeption
Für Martin Halter (Frankfurter Allgemeine Zeitung) gehört der Roman mit zum Besten, „was wir auf dem weiten Feld des politischen Zeit- und Gesellschaftsromans haben.“ Schimmang beschreibe Korffs trotzigen „rheinischen Separatismus“ und seine Wut auf die opportunistischen Schwadroneure und Karrieristen der Berliner Republik mit grimmiger Sympathie, ohne dabei den roten Faden und die erzählerische Souveränität zu verlieren. Kunstvoll und unaufgeregt verknüpfe er reale mit erfundenen Figuren, politische Typen und Haltungen mit individuellen Schicksalen, die offizielle Geschichte der Bundesrepublik zwischen 1963 und 1996, von Boris Becker bis Berti Vogts, mit privaten Geschichten. Schimmangs Blick zurück sei voller Zorn, Wehmut und Trauer, aber frei von Larmoyanz und altklugem Zynismus. Das Buch sei „keine Hymne auf das selbstzufriedene Glück im rotgrünen Winkel der neuen Bürgerlichkeit, sondern ein literarischer Farbbeutelwurf vom Rhein nach Berlin“.
Jutta Person (Süddeutsche Zeitung) mag den „Wende-Roman“ für sein präzises Stimmungsbild preisen, seine „Vergangenheitsseligkeit“ reize jedoch zum Widerspruch. Den Protagonisten des Romans gehe es mit ihren Aktionen nicht um Politik, sie zielten eher auf die Rettung eines Lebensstils. „Das Beste, was wir hatten“ bringe eine ästhetische Haltung ebenso selbstironisch wie clever auf den Punkt; mit seinem wehmütigen Blick zurück tappe der Roman aber in die gleiche Nostalgiefalle wie seine Protagonisten. „Ja, schön war die Zeit – aber wie kommt man bloß wieder raus aus diesem goldenen Erinnerungskäfig? Mit Nostalgie allein kann man den Großsprechern der Berliner Republik wohl kein Schnippchen schlagen.“
Für Stephan Wackwitz (die tageszeitung) ist „Das Beste, was wir hatten“ ein spannender und gut geschriebener Roman, der ein relevantes zeithistorisches Thema aus einem originellen Blickwinkel behandelt. Er fragt: „Haben wir in diesem Genre etwa etwas Interessanteres, etwas Besseres?“ Was jedoch nicht so gut funktioniere, sei die kontrafaktische (oder virtuelle) Geschichtsfiktion, die Schimmang mit der Carl-Schelling-Episode aufbaut. Damit verlasse er das sichere und von ihm gut beherrschte Terrain des realistischen Sittenbilds zugunsten einer uchronischen Konstruktion: „Die Geschichte jener nicht existierenden Guerilla zeigt uns nicht, was gewesen ist, sondern was gewesen sein könnte. Und man wird den Eindruck nicht los, dass der Autor der Ansicht ist, dass es so gewesen sein sollte.“
Christoph Schröder meint im Spiegel, Romane über Ostdeutsche, die in den veränderten Verhältnissen Halt, finanzielle Sicherheit und Identität suchten oder zu wahren versuchten, gebe es genug. Schimmang habe sich der Gegenseite angenommen: „denjenigen, denen die alte, rheinische Bundesrepublik in ihrer vermeintlichen Provisoriumsfunktion als Idealzustand erschien und denen mit der Wiedervereinigung die sozialen und politischen Gewissheiten verloren gingen.“ Der Roman sei ein nostalgisch angehauchter Rückblick und die präzise beobachtete Mentalitätsgeschichte eines Landes.
2010 erhielt Schimmang für Das Beste, was wir hatten den Rheingau Literaturpreis.